# Линия Кэйбадзё (Кэйо)
Линия Кэйбадзё (яп. 京王競馬場線 кэйо кэйбадзё сэн) железнодорожная линия в Хатиодзи, Токио, принадлежащая Keio Corporation. Линия идёт от станции Хигаси-Футю на линии Кэйо до станции Футю-Кэйба-Сэймон-маэ.

## Характеристики
- Протяжённость: 0,9 км
- Ширина колеи: 1372 мм
- Двойные пути: по всей протяжённости
- Элетрифицированый участок: вся линия (постоянный ток 1500В)
- Система блокировки: автоматическая
- Обеспечение безопасности: ATS (планируется усовершенствование до цифровой системы ATC)
- Максимальная скорость: 70 км/ч

## Станции
- Все станции находятся в Хатиодзи, Токио.

| Название              | Название       | Расстояние (км) | Расстояние (км) | Связи                        |
| Название              | Название       | Между           | От Синдзюку     | Связи                        |
| --------------------- | -------------- | --------------- | --------------- | ---------------------------- |
|                       |                |                 |                 |                              |
| Хигаси-Футю           | 東府中         | 0.0             | 20.4            | Keio Corporation: Линия Кэйо |
| Футю-Кэйба-Сэймон-маэ | 府中競馬正門前 | 0.9             | 21.3            |                              |